# Ángel Lekumberri García
Ángel Lekumberri García (Pamplona, 21 de gener de 1970) és un exfutbolista i entrenador navarrès, que jugava com a migcampista.

## Trajectòria
Després de passar per la UP Langreo, la temporada 91/92 arriba al filial de l'Athletic Club, amb qui juga tres anys amb un bon nivell a Segona Divisió. La temporada 94/95 és presentat amb el primer equip, però deixa el País Basc i marxa a les files de la SD Compostela, que acabava de pujar a la màxima categoria.
El navarrès seria un fix en l'etapa daurada dels gallecs a primera divisió, entre la 94/95 i la 97/98. En eixe període, Lekumberri jugaria 140 partits i marcaria 6 gols. Encara acompanyaria al Compostela dos anys més a la categoria d'argent, sent titular i símbol de l'equip.
L'estiu del 2000 fitxa pel CA Osasuna, que estava en primera divisió, on quallaria dues temporades acceptables (58 partits). Deixa de comptar en la 02/03, i al mercat d'hivern marxa a la UE Llevant, on acabaria la campanya jugant onze partits.
Després de penjar les botes, Lekumberri ha vinculat al món del futbol com a tècnic del CA Osasuna.